# Pia Tafdrup

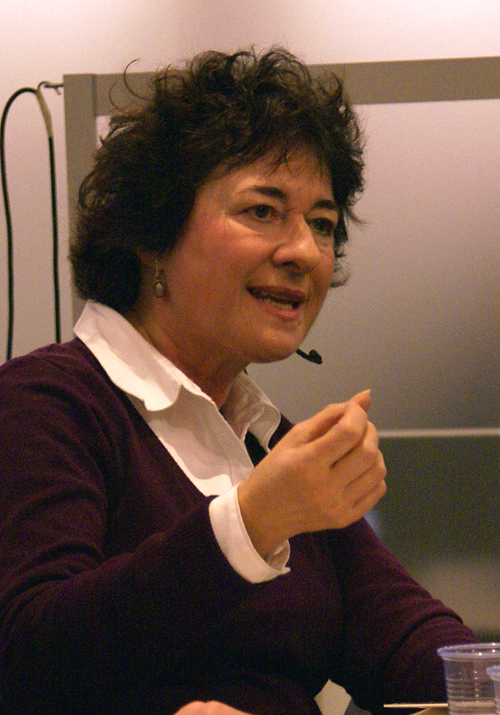
Pia Tafdrup

Pia Tafdrup, née le 29 mai 1952 à Copenhague, est une femme de lettres danoise. En 2001, elle a été nommée chevalier de l'Ordre du Dannebrog.

## Biographie
Pia Tafdrup est fille de Finn Tafdrup, un combattant de la résistance au sein de la Den Danske Brigade. Après les études secondaires au gymnase d'Elseneur en 1971, elle obtenu sa maîtrise ès arts de l'Université de Copenhague en 1977.
Son premier recueil de poésie Quand un ange se brise paraît en 1981. Depuis, ses œuvres ont été traduites dans de nombreuses langues et, au fil des ans, elle a entrepris plusieurs tournées de lectures. En 1989, elle est faite membre de l'Académie danoise.
Elle reçoit le prix de littérature du Conseil nordique en 1999 et le prix nordique de l'Académie suédoise en 2006.